# فهرست رویدادهای نجومی آینده
فهرست رویدادهای نجومی آینده (انگلیسی: List of future astronomical events) دربرگیرندهٔ فهرستی از رویدادهای قابل مشاهدهٔ اخترشناسی در آینده است. این فهرست به‌هیچ‌وجه کامل نیست و فقط آنهایی را شامل می‌شود که مهم یا نادر هستند. مثلاً تنها به آن دسته از خورشیدگرفتگی‌ها یا ماه‌گرفتگی‌هایی اشاره شده که مهم هستند. ناگفته پیداست که این فهرست شامل آن رویدادهایی هم نمی‌شود که هنوز کشف نشده‌اند.

## قرن ۲۱
| تاریخ           | رویداد |
| --------------- | --- |
| ۲۵ مارس ۲۰۲۴    | ماه‌گرفتگی مارس ۲۰۲۴ |
| ۸ آوریل ۲۰۲۴    | یک خورشیدگرفتگی کامل که در نواحی شرقی، غربی و مرکزی آمریکا، شمال مکزیک، جنوب شرقی کانادا و شمال اقیانوس اطلس قابل مشاهده خواهد بود. |
| ۲۶ مه ۲۰۲۴      | دنباله‌دار «۹پی/تمپل ۱» از فاصلهٔ ۰٫۵۵ واحد نجومی مشتری می‌گذرد و ممکن است به سبب نیروی جاذبه مشتری، از هم بپاشد. |
| ۱۸ سپتامبر ۲۰۲۴ | ماه‌گرفتگی سپتامبر ۲۰۲۴ |
| ۲ اکتبر ۲۰۲۴    | خورشیدگرفتگی ۲ اکتبر ۲۰۲۴ |
| ۱۰ اوت ۲۰۲۶     | حضیض ماه در ۱۰ اوت ۲۰۲۶ |
| ۱۲ اوت ۲۰۲۶     | احتمال وقوع خورشیدگرفتگی ۱۲ اوت ۲۰۲۶ پیش‌بینی شده‌است. |
| ۶ فوریه ۲۰۲۷    | خورشیدگرفتگی ۶ فوریه ۲۰۲۷ |
| ۲ اوت ۲۰۲۷      | خورشیدگرفتگی ۲ اوت ۲۰۲۷ |
| ۷ اوت ۲۰۲۷      | سیارک «(۱۳۷۱۰۸) ۱۹۹۹ ای‌ان ۱۰» از فاصلهٔ ۳۸۸٬۹۶۰ کیلومتری (۰٫۰۰۲۶ واحد نجومی) از زمین گذر می‌کند. |
| ۱۲ ژانویهٔ ۲۰۲۸  | ماه‌گرفتگی نیمه کامل. |
| ۲۶ ژانویه ۲۰۲۸  | خورشیدگرفتگی ۲۶ ژانویه ۲۰۲۸ |
| ۲۲ ژوئیه ۲۰۲۸   | خورشیدگرفتگی ۲۲ ژوئیه ۲۰۲۸ که در سرتاسر استرالیا، از جمله سیدنی و همچنین در نیوزیلند قابل مشاهده خواهد بود. |
| ۲۶ اکتبر ۲۰۲۸   | سیارک «(۳۵۳۹۶) ۱۹۹۷ ایکس‌اف۱۱» از فاصلهٔ ۹۳۰٬۰۰۰ کیلومتر (۰٫۰۰۶۲ یکای نجومی) زمین می‌گذرد. |
| ۲۰۲۹            | یک کپسول زمان به نام «پیامی از کرهٔ زمین» به سیارهٔ گلیز ۵۸۱ سی خواهد رسید. |
| ۲۰۲۹            | فضاپیمای نیو هورایزنز ناسا از منظومه شمسی خارج خواهد شد. |
| ۱۳ آوریل ۲۰۲۹   | سیارک ۹۹۹۴۲ آپوفیس از فاصلهٔ نسبتاً کم ۳۱٬۲۰۰ کیلومتری (۱۹٬۴۰۰ مایل) از بالای سطح زمین عبور خواهد کرد. این فاصله نزدیک‌تر از برخی ماهواره‌های زمین‌آهنگ است. |
| ۲۶ ژوئن ۲۰۲۹    | ماه‌گرفتگی کامل. اندازهٔ سایهٔ تاریک مرکزی این ماه‌گرفتگی، ۱٫۸۴۳۶۲ خواهد بود که بدین‌ترتیب، بزرگترین ماه‌گرفتگی قرن ۲۱ قلمداد می‌شود. |
| ۲۰ دسامبر ۲۰۲۹  | ماه‌گرفتگی دسامبر ۲۰۲۹ میلادی. این دومین ماه‌گرفتگی دوتایی دوره متونی است. نخستین مورد آن، در ۲۱ و ۲۲ دسامبر ۲۰۱۰ صورت گرفت. |
| ۱ ژوئن ۲۰۳۰     | وقوع یک خورشیدگرفتگی حلقوی که در شمال آفریقا بالکان و روسیه قابل مشاهده است. |
| ۲۵ نوامبر ۲۰۳۰  | خورشیدگرفتگی ۲۵ نوامبر ۲۰۳۰ که در آفریقای جنوبی و استرالیا قابل مشاهده است. |
| ۱۷ مارس ۲۰۳۱    | گذر زهره از مقابل اورانوس |
| ۷ مه ۲۰۳۱       | ماه‌گرفتگی نیم‌سایه‌ای |
| ۲۱ مه ۲۰۳۱      | خورشیدگرفتگی حلقوی |
| ۵ ژوئن ۲۰۳۱     | ماه‌گرفتگی نیم‌سایه‌ای |
| ۲۹ اکتبر ۲۰۳۱   | گذر زهره از مقابل اورانوس |
| ۳۰ اکتبر ۲۰۳۱   | ماه‌گرفتگی نیم‌سایه‌ای |
| ۱۴ نوامبر ۲۰۳۱  | خورشیدگرفتگی دوگانه |
| ۱۷ دسامبر ۲۰۳۱  | گذر زمین از مقابل اورانوس |
| ۱۳ نوامبر ۲۰۳۲  | گذر عطارد |
| ۲۰۳۲            | بازگشت برنامه‌ریزی‌شدهٔ شیٔ فضایی «J002E3» به مدار زمین. به نظر می‌رسد که این شیٔ فضایی بخشِ اس-آی‌وی‌بی از مرحله سوم جدا شدن موشک سترن ۵ آپولو ۱۲ باشد. |
| ۸ اکتبر ۲۰۳۳    | ماه‌گرفتگی ابرماه. |
| ۲۰ مارس ۲۰۳۴    | خورشیدگرفتگی ۲۰ مارس ۲۰۳۴ که یک خورشیدگرفتگی کامل است. |
| ۳ آوریل ۲۰۳۴    | ماه‌گرفتگی نیم‌سایه‌ای |
| ۱۲ سپتامبر ۲۰۳۴ | خورشیدگرفتگی ۱۲ سپتامبر ۲۰۳۴ که یک خورشیدگرفتگی حلقوی است. |
| ۲۸ دسامبر ۲۰۳۴  | ماه‌گرفتگی نیمه‌کامل |
| ۲۵ نوامبر ۲۰۳۴  | ابرماه. |
| آوریل ۲۰۳۶      | پیغامی موسوم به «تماس کیهانی ۲» که در ۶ ژوئیه ۲۰۰۳ میلادی از رادیو تلسکوپ آرتی-۷۰ در یفپاتوریا در شبه‌جزیره کریمه به فضا ارسال شد، به مقصد نهایی خود یعنی ستارهٔ «اچ‌آی‌پی ۴۸۷۲» خواهد رسید. |
| ۱۳ آوریل ۲۰۳۶   | طبق برنامه‌ریزی‌ها تا سال ۲۰۱۳، انتظار می‌رود که ۹۹۹۴۲ آپوفیس از فاصله ۱۴ میلیون مایل (۲۳٬۰۰۰٬۰۰۰ کیلومتر) تا تقریباً ۳۵ میلیون مایل (۵۶٬۰۰۰٬۰۰۰ کیلومتر) زمین عبور خواهد کرد. |
| ۵ ژانویه ۲۰۳۸   | وقوع خورشیدگرفتگی ۵ ژانویه ۲۰۳۸ که دریای کارائیب که اقیانوس اطلس و غرب آفریقا قابل مشاهده است. |
| ۲ ژوئیه ۲۰۳۸    | خورشیدگرفتگی ۲ ژوئیه ۲۰۳۸ که در بخش‌های شمالی آفریقای جنوبی، اقیانوس اطلس و آفریقا قابل مشاهده است. |
| ۲۶ دسامبر ۲۰۳۸  | خورشیدگرفتگی ۲۶ دسامبر ۲۰۳۸ که در استرالیا و نیوزیلند قابل مشاهده است. |
| دسامبر ۲۰۳۸     | نیو هورایزنز از فاصلهٔ ۱۰۰ واحد نجومی خورشید عبور می‌کند. |
| ۲۰۳۸            | تقاطع سه‌گانه حلقه صاف زحل رخ خواهد داد. |
| ۲۰۳۸            | سیارک ۹پی/تمپل ۱ از نزدیکی زمین رد می‌شود. |
| ۲۱ ژوئن ۲۰۳۹    | خورشیدگرفتگی ۲۱ ژوئن ۲۰۳۹ بر روی نیم‌کره شمالی. |
| ۷ نوامبر ۲۰۳۹   | گذر عطارد |
| ۱۵ دسامبر ۲۰۳۹  | خورشیدگرفتگی |
| ۸ سپتامبر ۲۰۴۰  | تقابل سیاره‌های عطارد، زهره، مریخ، مشتری، زحل و هلال ماه. |
| ۲۰۴۰            | با در نظر گرفتن نرخ کنونی کوچک شدن، لکه سرخ بزرگ بر سطح جو مشتری به‌شکل حلقوی در خواهد آمد. |
| ماه ۲۰۴۴        | پیغامی موسوم به «تماس کیهانی ۲» که از رادیو تلسکوپ آرتی-۷۰ در یفپاتوریا در شبه‌جزیره کریمه به فضا ارسال شد، به مقصد نهایی خود یعنی ستارهٔ ۵۵ خرچنگ خواهد رسید. |
| سپتامبر ۲۰۴۴    | پیغامی موسوم به «تماس کیهانی ۲» که از رادیو تلسکوپ آرتی-۷۰ در یفپاتوریا در شبه‌جزیره کریمه به فضا ارسال شد، به مقصد نهایی خود یعنی ستارهٔ اچ‌دی ۱۰۳۰۷ خواهد رسید. |
| ۱ اکتبر ۲۰۴۴    | اختفا قلب‌الاسد توسط زهره. آخرین مورد آن در ۷ ژوئیه ۱۹۵۹ روی داد و بعدی در ۲۱ اکتبر ۳۱۸۷ رخ خواهد داد، با آنکه برخی منابع مدعی هستند در ۶ اکتبر ۲۲۷۱ خواهد بود. |
| ژوئیه ۲۰۴۷      | پیغامی موسوم به «پیغام نوجوان» که از رادیو تلسکوپ آرتی-۷۰ در یفپاتوریا در شبه‌جزیره کریمه به فضا ارسال شد، به مقصد نهایی خود یعنی ستارهٔ ۴۷ خرس بزرگ خواهد رسید. |
| ۲۹ فوریه ۲۰۴۸   | وقوع یک ماه کامل در روز کبیسه؛ چنین رویدادی در هر قرن تقریباً یک‌بار اتفاق می‌افتد. رویداد مشابه بعدی در ۲۹ فوریه ۲۱۲۴ خواهد بود. |
| ۲۰۵۲            | ۶ دسامبر - نزدیک‌ترین ابرماه قرن روی خواهد داد. |
| ۲۰۵۳            | ۲۹ اوت – یک ماه‌گرفتگی نیم‌سایه‌ای کامل روی خواهد داد که نخستین مورد از سال ۲۰۰۶ میلادی به بعد خواهد بود. |
| ۲۰۵۷            | در این سال یک واقعهٔ نادر نجومی روی خواهد داد: ۲ خورشیدگرفتگیدر یک سال تقویمی (در ۵ ژانویه و ۲۶ دسامبر). آخرین باری که چنین رویدادی مشاهده شد، ۱۸۸۰ میلادی بود و بعدی نیز در سال ۲۲۵۲ خواهد بود. (پیش‌بینی توسط فرد اسپناک در ناسا/مرکز پروازهای فضایی گادرد انجام شده‌است)                                         |
| ۲۰۶۰            | بین ۲۶ تا ۲۸ اکتبر، دنباله‌دار دوره‌ای «۱۵پی فینلی» از فاصلهٔ ۶ میلیون کیلومتری زمین عبور خواهد کرد. |
| ۲۸ ژوئیه ۲۰۶۱   | دنباله‌دار هالی به حضیض خورشیدی، خود می‌رسد که نزدیکترین فاصله‌اش با خورشید خواهد بود. آخرین‌باری که هالی در این مکان بود، ۹ فوریه ۱۹۸۶ بود. |
| ۱۰ مه ۲۰۶۲      | گذر عطارد. |
| ۲۰۶۳            | تقارن سه‌گانه مریخ-اورانوس. |
| ۱۱ نوامبر ۲۰۶۵  | گذر عطارد |
| ۲۲ نوامبر ۲۰۶۵  | در ساعت ۱۲:۴۵ یوتی‌سی زهره موجب اختفای مشتری خواهد شد. مشاهدهٔ این واقعه از سطح زمین دشوار است، چرا که زاویه کشیدگی زهره و مشتری از خورشید در این زمان تنها ۷ درجه خواهد بود. این رویداد نخستین اختفای سیاره از سیاره از تاریخ ۳ ژانویه ۱۸۱۸ است، اما رویداد مشابه بعدی تنها دو سال در ۱۵ ژوئیه ۲۰۶۷ رخ خواهد بود. |
| ۲۰۶۶            | تقارن سه‌گانه مریخ-اورانوس. |
| ۱۵ ژوئیه ۲۰۶۷   | در ۱۱:۵۶ یوتی‌سی، عطارد موجب اختفای نپتون خواهد شد. مشاهدهٔ این واقعهٔ نادر از سطح زمین دشوار است، چرا که زاویه کشیدگی عطارد از خورشید همواره کم و قدر نپتون کمتر از آن حدی است که بتوان با چشمان غیر مسلح مشاهده نمود.                                                                                             |
| اکتبر ۲۰۶۷      | در ادامهٔ «جستجوی فعالانه برای هوش برون‌زمینی» (Active SETI)، پیغامی موسوم به «تماس کیهانی ۱» که از رادیو تلسکوپ آرتی-۷۰ در یفپاتوریا در شبه‌جزیره کریمه به فضا ارسال شد، به مقصد نهایی خود یعنی ستارهٔ «اچ‌دی ۱۷۸۴۲۸» خواهد رسید.                                                                                    |
| ۲۰۶۹            | پیغامی موسوم به «تماس کیهانی ۱» که در سال ۱۹۹۹ میلادی از رادیو تلسکوپ آرتی-۷۰ در یفپاتوریا در شبه‌جزیره کریمه به فضا ارسال شد، به مقصد نهایی خود یعنی ستارهٔ ۱۶ ماکیان خواهد رسید. |
| فوریه ۲۰۷۰      | پیغامی موسوم به «تماس کیهانی ۱» که در سال ۲۰۰۱ از رادیو تلسکوپ آرتی-۷۰ در یفپاتوریا در شبه‌جزیره کریمه به فضا ارسال شد، به مقصد نهایی خود یعنی ستارهٔ «اچ‌دی ۱۹۷۰۷۶» خواهد رسید. |
| ۲۰۷۶            | انتظار می‌رود ریزسیاره سدنا ۹۰۳۷۷ به حضیض خورشیدی خود برسد (نزدیک‌ترین نقطه در مدار خود به خورشید). این تاریخ ممکن است تغییر کند چون اخترشناسان در حال محاسبهٔ دقیق مدار به‌شدت بیضوی این ریزستاره هستند. |
| ۱۱ اوت ۲۰۷۹     | عطارد موجب اختفای مریخ می‌شود که برای نخستین بار پس از سال ۱۷۰۸ میلادی است. |
| ۲۰۸۳            | انتظار می‌رود ستاره‌ای به نام «وی-پیکان» مبدل به نواختر خواهد شد (+/- ۱۱ سال). |
| ۱۰ نوامبر ۲۰۸۴  | گذر زمین از برابر مریخ، آنگونه که از کره مریخ قابل مشاهده است. این رویداد اولین و تنها گذر زمین از مقابل مریخ در قرن حاضر خواهد بود. |
| ۷ نوامبر ۲۰۸۵   | گذر عطارد. |
| ۲۷ اکتبر ۲۰۸۸   | برای نخستین بار از سال ۱۷۰۸ میلادی، عطارد موجب اختفای مشتری خواهد شد، اما به سبب نزدیکی بسیار به خورشید قابل مشاهده با چشم غیر مسلح نخواهد بود. |
| ۲۳ سپتامبر ۲۰۹۰ | خورشیدگرفتگی کامل در بریتانیا که دقیقاً در همان روز و همان ماهی است که در سال ۱۶۹۹ میلادی اتفاق افتاد. علاوه بر آن، این خورشید گرفتگی بسیار شبیه به همانی است که در ۱۱ اوت ۱۹۹۹ رخ داد، اما کمی شمالی‌تر و نزدیک به غروب آفتاب خواهد بود. بیشینه کورن‌وال نیز در حدود ۲ دقیقه و ۱۰ ثانیه خواهد بود.                 |
| ۷ آوریل ۲۰۹۴    | عطارد موجب اختفای مشتری خواهد شد. به سبب نزدیکی به خورشید، این واقعه با چشمان غیر مسلح قابل مشاهده نخواهد بود. |
| ۲۰۹۶            | سیاره کوتوله «۲۰۱۵ آرآر۲۴۵» به نزدیک‌ترین فاصله‌اش از خورشید خواهد رسید. |
| ۲۴ مارس ۲۱۰۰    | جدی در شمالی‌ترین نقطه خواهد بود. بیشینه مِـیلِ ظاهری جدی (با در نظر گرفتنِ حرکت ترقصی و میزان انحراف) ۰٫۴۵۲۶° از قطب شمال آسمانی خواهد بود. |

## قرن ۲۲ تا ۳۰ میلادی
| تاریخ           | رویداد |
| --------------- | --- |
| اوت ۲۱۱۳        | برای نخستین بار از کشف پلوتون، این سیاره به اوج خورشیدی خود می‌رسد. |
| ۲۱۱۴            | سدنا ۹۰۳۷۷ به‌جای اریس، دورترین شیٔ شبه‌سیاره‌ای خواهد بود که به دور خورشید می‌گردد. |
| ۱۱ دسامبر ۲۱۱۷  | گذر زهره. |
| ۲۱۲۳            | تقارن سه‌گانه مریخ–مشتری. |
| ۹ ژوئن ۲۱۲۳     | وقوع یک ماه‌گرفتگی طولانی که حدود ۱۰۶٫۱ دقیقه طول خواهد کشید. |
| ۱۴ سپتامبر ۲۱۲۳ | در ساعت ۱۵:۲۸ یوتی‌سی، زهره موجب اختفای مشتری می‌گردد. |
| ۸ دسامبر ۲۱۲۵   | گذر زهره. |
| ۲۹ ژوئیه ۲۱۲۶   | در ساعت ۱۶:۰۸ یوتی‌سی، موجب اختفای مریخ خواهد شد. |
| ۳ دسامبر ۲۱۳۳   | در ساعت ۱۴:۱۴ یوتی‌سی، عطارد موجب اختفای زهره خواهد شد. |
| ۲۷ مارس ۲۱۳۴    | دنباله‌دار هالی به حضیض خورشیدی خود خواهد رسید. |
| ۷ مه ۲۱۳۴       | دنباله‌دار هالی به ۱۳٫۹ میلیون کیلومتری (۸٫۶ میلیون مایل) کرهٔ زمین می‌رسد. |
| ۱۹ ژوئن ۲۱۴۱    | وقوع یک ماه‌گرفتگی طولانی مجدد که حدود ۱۰۶٫۱ دقیقه طول خواهد کشید. این ماه‌گرفتگی مشابه همان دنبالهٔ ساروس (۱۳۲) ماه‌گرفتگی ژوئن ۲۰۲۳ است و مدت‌زمانش نیز مشابه است. |
| ۱۰ مارس ۲۱۳۰    | در ساعت ۰۷:۳۲ یوتی‌سی، خورشید از مرکز سنگینی سراسری منظومه شمسی می‌گذرد. |
| ۲۱۴۸            | تقارن سه‌گانه مریخ–زحل. |
| ۲۵ ژوئن ۲۱۵۰    | خورشیدگرفتگی کامل طولانی‌مدت (۷ دقیقه ۱۴ ثانیه)، ساروس خورشیدی ۱۳۹. این نخستین خورشیدگرفتگی طولانی‌مدت (بیش از ۷ دقیقه) از ۳۰ ژوئن ۱۹۷۳ خواهد بود. |
| ۵ اوت ۲۱۵۰      | سیارک کمربند میانی دیانا ۷۸ (با قطر تقریبی ۱۲۵ کیلومتر) ازفاصلهٔ ۰٫۰۰۳ یکای نجومی (۴۵۰٬۰۰۰ کیلومتر؛ ۲۸۰٬۰۰۰ مایل) کرهٔ زمین عبور کرده و مدار سیارک (۲۹۰۷۵) ۱۹۵۰ دی‌ای را به‌خطر انداخته و موجب اغتشاش مسیر حرکت طولانی ۱۹۵۰ دی‌ای می‌گردد.                                                                |
| ۱۹ مه ۲۱۶۱      | تمامی هشت سیاره منظومهٔ شمسی در یک سمت خورشید و با زاویهٔ ۶۹ درجه قرار خواهند داشت. |
| ۵ ژوئیه ۲۱۶۸    | بزرگترین خورشیدگرفتگی کامل هزارهٔ سوم، با قدر ۱٫۰۸۰۷۴, که دقیقاً ۷ دقیقه و ۲۶ ثانیه طول می‌کشد. ساروس ۱۳۹. |
| ژوئن-اکتبر ۲۱۶۹ | مقارنه سه‌گانه زحل، اورانوس و نپتون. |
| ۲۱۷۰            | تقارن سه‌گانه مریخ–مشتری |
| ۲۱۷۴            | دومین چرخش کامل نپتون به دور خورشید از زمان کشف آن در سال ۱۸۴۶ میلادی. |
| ۲۱۷۷            | «نخستین سالگرد پلوتونی» از زمان کشف آن، با توجه به اینکه چرخش آن به دور خورشید در حدود ۲۴۸ سال زمینی است. |
| ۲۸ ژانویهٔ ۲۱۷۸  | «نخستین سالگرد پلوتونی» از زمان کشف آن، با توجه به اینکه چرخش آن به دور خورشید در حدود ۲۴۸ سال زمینی است. |
| ۲۱۸۲            | با احتمال محاسباتی ۰٫۰۷٪، سیارک‌های آپولو ۱۹۹۹ آرکیو۳۶ ممکن است به زمین برخورد کند. |
| ۲۱۸۵            | تقارن سه‌گانه مریخ–زحل |
| ۱۶ ژوئیه ۲۱۸۶   | وقوع طولانی‌ترین خورشیدگرفتگی قرن. با زمان ۷ دقیقه و ۲۹ ثانیه‌ای خود، این مقدار بسیار نزدیک به بیشنه زمانِ محاسباتی ممکن است و پیش‌بینی می‌شود که طولانی‌ترین خورشیدگرفتگی مابین سال ۴۰۰۰ پیش از میلاد تا سال ۶۰۰۰ میلادی باشد. (پیش‌بینی توسط فرد اسپناک در ناسا/مرکز پروازهای فضایی گادرد انجام شده‌است). |
| ۲۱۸۷            | تقارن سه‌گانه مریخ–زحل. |
| ۲ سپتامبر ۲۱۹۷  | زهره موجب اختفای بی‌ژوبین خواهد شد. آخرین بار که چنین واقعه‌ای رخ داد، ۱۰ نوامبر ۱۷۸۳ بود. |
| ۲۴ دسامبر ۲۱۹۷  | ماه موجب اختفای نپتون خواهد شد. |
| ۲۲۰۹            | حضیض خورشیدی دنباله‌دار هالی |
| ۲۷ مه ۲۲۲۱      | سیارک (۲۸۵۲۶۳) ۱۹۹۸ کیوئی۲ از فاصلهٔ ۰٫۰۳۸ یکای نجومی (۵٬۷۰۰٬۰۰۰ کیلومتر؛ ۳٬۵۰۰٬۰۰۰ مایل) کرهٔ زمین عبور خواهد کرد. |
| ۲۲۲۱            | تقارن سه‌گانه مریخ–زحل |
| ۲ دسامبر ۲۲۲۳   | در ساعت ۱۲:۳۹ یوتی‌سی و پس از یک وقفهٔ ۸۳۶ ساله، مریخ موجب اختفای مشتری خواهد شد. |
| ۲۲۲۷            | مدار پلوتون، نسبت نزدیکی بیشترش به خورشید نسبت به نپتون خواهد شد. |
| ۲۲۳۸/۲۲۳۹       | تقارن سه‌گانه مشتری–زحل (آخرین نمونهٔ چنین تقارنی در سال ۱۹۸۱ میلادی بود). |
| ۱۲ اوت ۲۲۴۳     | در ساعت ۰۴:۵۲ یوتی‌سی، زهره موجب اختفای زحل خواهد شد. |
| ۱۱ ژوئن ۲۲۴۷    | گذر زهره |
| ۴ مارس ۲۲۵۱     | در ساعت ۱۰:۵۲ یوتی‌سی، زهره موجب اختفای اورانوس خواهد شد. |
| ۲۲۵۲            | ریزسیاره ارکوس ۹۰۴۸۲ از زمان کشفش در سال ۲۰۰۴ و بر اساس محاسبات مداری کنونی‌اش که حدود ۲۴۸ سال زمینی است، یک دور کامل به‌دور خورشید خواهد زد. |
| ۱ اوت ۲۲۵۳      | برای نخستین بار از تاریخ ۱۳ اوت سال ۳۶۴ پیش از میلاد، زهره موجب اختفای قلب‌الاسد می‌شود. |
| ۹ ژوئن ۲۲۵۵     | گذر زهره |
| ۲۲۵۶–۲۲۵۸       | اریس برای نخستین بار پس از کشفش، به حضیض خورشیدی خود می‌رسد. |
| ۲۲۶۵            | سیارک بزرگ ۱۸۶۱ به حضیض خورشیدی خود بازمی‌گردد. |
| ۶ اکتبر ۲۲۷۱    | مقارنه نزدیک میان زهره و قلب‌الاسد و احتمال اختفای قلب‌الاسد توسط زهره |
| ۲۲۷۹            | تقارن سه‌گانه مشتری–زحل |
| ۲۲۸۱ تا ۲۲۸۲    | نگاه اورانوس، نپتون و پلوتون. آخرین نمونه از این واقعهٔ نجومی در سال‌های ۱۷۶۹ و ۱۷۷۰ رخ داد. |
| ۲۲۸۴            | ممکن است دنباله‌دار هالی دچار یک حضیض خورشیدی دیگر شود. |
| ۲۸ اوت ۲۲۸۷     | نزدیک‌ترین تقابل حضیضی مریخ و کرهٔ زمین از ۲۷ اوت ۲۰۰۳ تا این زمان، در فاصلهٔ ۵۵٬۶۸۸٬۴۰۵ کیلومتری (۳۴٬۶۰۳٬۱۷۰٫۶ مایلی؛ ۰٫۳۷۲۲۵۴ واحد نجومی). |
| ۲۲۸۸            | ریزسیارهٔ کواوار ۵۰۰۰۰ برای نخستین بار از زمان کشفش در سال ۲۰۰۲، و با عنایت به محاسبات مداری اش که حدود ۲۸۶ سال زمینی است، |
| ۱۱ سپتامبر ۲۳۰۷ | در ساعت ۲۲:۵۰ یوتی‌سی، زهره موجب اختفای اورانوس می‌شود. |
| ۹ ژوئن ۲۳۰۹     | طولانی‌ترین خورشیدگرفتگی قرن که ۶ دقیقه و ۳۰ ثانیه خواهد بود. |
| ۲۳۱۳            | تقارن سه‌گانه مریخ–مشتری |
| ۲۳۱۹            | تقارن سه‌گانه مریخ–زحل |
| ۴ ژوئن ۲۳۲۷     | در ساعت ۰۰:۵۴ یوتی‌سی، زهره موجب اختفای مریخ می‌شود. |
| ۸ اکتبر ۲۳۳۵    | در ساعت ۱۴:۵۱ یوتی‌سی، زهره موجب اختفای مشتری می‌شود. |
| ۷ آوریل ۲۳۵۱    | در ساعت ۱۷:۲۲ یوتی‌سی، عطارد موجب اختفای اورانوس می‌شود. |
| ۱۳ دسامبر ۲۳۶۰  | گذر زهره |
| ۲۳۶۵            | حضیض خورشیدی دنباله‌دار هالی. |
| ۱۰ دسامبر ۲۳۶۸  | گذر زهره |
| ۲۳۸۸            | تقارن سه‌گانه مریخ–زحل |
| ۱۱ مه ۲۳۹۱      | گذر عطارد به‌صورت ناکامل. |
| ۱۷ نوامبر ۲۴۰۰  | زهره موجب اختفای قلب‌العقرب (برای نخستین بار از ۱۷ سپتامبر ۵۲۵ قبل از میلاد). |
| ۳۰ دسامبر ۲۴۱۹  | در ساعت ۰۱:۳۸ یوتی‌سی، زهره موجب اختفای اورانوس می‌شود. |
| ۲۴۲۶            | پلوتون دومین دور کامل خود را از زمان کشفش، به‌دور خورشید خواهد زد. |
| ۲۴۴۱            | حضیض خورشیدی دنباله‌دار هالی. |
| ۲۴۵۶            | تقارن سه‌گانه مریخ–مشتری |
| ۲۹ اوت ۲۴۷۸     | در ساعت ۲۳:۱۱ یوتی‌سی، مریخ موجب اختفای مشتری می‌شود. |
| ۱۲ ژوئن ۲۴۹۰    | گذر زهره |
| ۶ مه ۲۴۹۲       | اخترشناس بلژیکی ژان میو تأکید نموده‌است مدارهای هر هشت سیاره و پلوتون در درون یک کمان ۹۰ درجه‌ای در منظومه شمسی قرار خواهد داشت. آخرین باری که یک چنین واقعهٔ نجومی رخ داد ۱ فوریه سال ۹۴۹ پس از میلاد بود.                                                                                            |
| ۱۰ ژوئن ۲۴۹۸    | گذر زهره |
| ۷ آوریل ۲۵۱۵    | در ساعت ۱۰:۳۷ یوتی‌سی، مریخ موجب اختفای نپتون خواهد شد. |
| ۲۵ ژانویهٔ ۲۵۱۸  | در ساعت ۲۲:۴۱ یوتی‌سی، زهره موجب اختفای زحل می‌شود. |
| ۲۵۶۲            | سیاره کوتوله اریس برای نخستین بار از زمان کشفش در سال ۲۰۰۵، یک دور کامل به‌دور خورشید خواهد زد. |
| ۲۵۹۹            | تقارن سه‌گانه مریخ–مشتری |
| ۵ مه ۲۶۰۰       | نخستین خورشیدگرفتگی کامل از سال ۲۱۵۱ به بعد، که در لندن قابل مشاهده خواهد بود. مسیر این خورشیدگرفتگی در بیشینه نقطهٔ خود، بسیار گسترده خواهد بود. |
| ۱۶ دسامبر ۲۶۰۳  | گذر زهره. |
| ۱۳ مه ۲۶۰۸      | گذر مماسی عطارد |
| ۱۳ دسامبر ۲۶۱۱  | گذر زهره به‌صورت ناکامل |
| ۲۶۲۶/۲۶۲۷       | تقارن سه‌گانه مریخ–زحل |
| ۲۶۲۹            | تقارن سه‌گانه مریخ–زحل |
| ۲۶۳۳            | احتمال دارد که سی۲۰۱۱ دبلیو۳ (لاوجوی) پس از رسیدن به حضیض خورشیدی خود در سال ۲۰۱۱ میلادی، دوباره بازگردد. |
| ۱۶ فوریه ۲۶۴۹   | در ساعت ۱۱:۱۷ یوتی‌سی، زهره موجب اختفای نپتون می‌شود. |
| ۳ سپتامبر ۲۶۵۰  | فاصلهٔ زمین از مریخ، به حداقل فاصلهٔ باورنکردنی ۵۵٬۶۵۱٬۵۸۲٫۱۱۸ کیلومتری از هم می‌رسد که کمی نزدیکتر (در حدود ۳۷٬۰۰۰ کیلومتر) از مقابله سیاره‌ای حضیضی پیشین در ۲۸ اوت ۲۲۸۷ میلادی است. مواجههٔ بعدی این دو سیاره، در تاریخ ۸ سپتامبر ۲۷۲۹ میلادی خواهد بود.                                              |
| ۲۶۵۵/۲۶۵۶       | تقارن سه‌گانه زحل–مشتری |
| ۲۶۶۳            | تقارن سه‌گانه مریخ–زحل |
| ۲۶۹۹ تا ۲۷۰۰    | ۳ تقارن سه‌گانه ظرف دو سال میان «مریخ-مشتری»، «مریخ-نپتون» و «مشتری-نپتون» رخ خواهد داد. |
| ۲۴ اکتبر ۲۷۱۴   | گذر مشتری از مقابل اورانوس که نخستین مورد ظرف ۸۰۰ سال پیشین است. (آخرین بار در ۳ مه ۱۹۱۴ رخ داد). |
| ۸ سپتامبر ۲۷۲۹  | فاصله مریخ و کرهٔ زمین به حداقل جدیدی می‌رسد که ۵۵٬۶۵۱٬۰۳۳٫۱۲۲ کیلومتر خواهد بود. این فاصله از تقابل حضیضی نیز کمتر و در حدود ۵۴۹ کیلومتر کمتر از رویداد پیشین در ۳ سپتامبر ۲۶۵۰ است. |
| ۱۵ ژوئن ۲۷۳۳    | گذر زهره |
| ۱۳ ژوئن ۲۷۴۱    | گذر زهره |
| ۲۷۴۲            | تقارن سه‌گانه مریخ–مشتری |
| ۲۷۴۴            | تقارن سه‌گانه مریخ–مشتری |
| ۲۷۶۱            | تقارن سه‌گانه مریخ–زحل |
| ۳ دسامبر ۲۷۸۱   | در ساعت ۰۶:۴۵ یوتی‌سی، زهره موجب اختفای نپتون می‌شود. |
| ۲۷۹۱            | تقارن سه‌گانه مریخ–مشتری |
| ۲۷۹۴ / ۲۷۹۵     | تقارن سه‌گانه مریخ–زحل |
| ۲۹ فوریه ۲۸۰۰   | گاه‌شماری میلادی و گاه‌شمار بازبینی‌شده ژولینی که دقیق‌تر است، دیگر هرگز برهم منطبق نخواهند بود. |
| ۲۸۰۰–۲۸۹۹       | قطعات بازماندهٔ دنباله‌دار ایکیا-سِکی، به منظومهٔ شمسی درونی بازمی‌گردد. آخرین باری که این دنباله‌دار مشاهده شد در سال‌های ۱۹۶۵ تا ۱۹۶۶ بود و پس از آن حین حرکت به سمت خورشید به سه قطعه خرد شد. |
| ۲۵ مارس ۲۸۱۶    | در ساعت ۱۵:۴۷ یوتی‌سی، عطارد موجب اختفای مشتری خواهد شد. |
| ۶ مارس ۲۸۱۷     | در ساعت ۰۹:۳۶ یوتی‌سی، زهره موجب اختفای زحل خواهد شد. |
| ۱۱ آوریل ۲۸۱۸   | در ساعت ۲۰:۴۱ یوتی‌سی، عطارد موجب اختفای مریخ خواهد شد. |
| ۶ فوریه ۲۸۲۵    | در ساعت ۱۰:۵۰ یوتی‌سی، مریخ موجب اختفای اورانوس خواهد شد. |
| ۲۸۲۹/۲۸۳۰       | تقارن سه‌گانه مریخ-زحل |
| ۱۵ دسامبر ۲۸۳۰  | در ساعت ۰۹:۴۰ یوتی‌سی، زهره موجب اختفای مریخ خواهد شد. |
| ۲۸۴۲/۲۸۴۳       | تقارن سه‌گانه مریخ-مشتری |
| ۱۶ دسامبر ۲۸۴۶  | گذر زهره |
| ۱۴ دسامبر ۲۸۵۴  | گذر زهره به‌صورت نیمه کامل. |
| ۲۰ ژوئیه ۲۸۵۵   | در ساعت ۰۵:۱۵ یوتی‌سی، عطارد موجب اختفای مشتری خواهد شد. |
| ۲۸۶۶            | تقارن سه‌گانه مریخ-زحل. |
| ۱۶ مارس ۲۸۸۰    | زمان پیش‌بینی شدهٔ برخورد سیارک (۲۹۰۷۵) ۱۹۵۰ دی‌ای با در نظر گرفتن بیشینه احتمال برخوردش به زمین. البته احتمال برخورد این سیارک به زمین تنها در حدود ۱ در ۸٬۳۰۰ (۰٫۰۱۲٪) است. |
| ۳۰۰۰            | به سبب حرکت تقدیمی، قیفاووس مبدل به ستاره قطبی خواهد شد. |

## خورشیدگرفتگی‌های طولانی
| خورشیدگرفتگی                                  | نوع   | مدت زمان          | شمارهٔ ساروس        |
| --------------------------------------------- | ----- | ----------------- | ------------------ |
| خورشیدگرفتگی ۲ اوت ۲۰۲۷                       | کامل  | ۶ دقیقه ۲۳ ثانیه  | ۱۳۶                |
| خورشیدگرفتگی ۲۶ ژانویه ۲۰۲۸                   | حلقوی | ۱۰ دقیقه ۲۷ ثانیه | ۱۴۱                |
| خورشیدگرفتگی ۱۲ اوت ۲۰۴۵                      | کامل  | ۶ دقیقه ۰۶ ثانیه  | ۱۳۶۱               |
| خورشیدگرفتگی ۵ فوریه ۲۰۴۶                     | حلقوی | ۹ دقیقه ۴۲ ثانیه  | ۱۴۱                |
| خورشیدگرفتگی ۲۴ اوت ۲۰۶۳                      | کامل  | ۵ دقیقه ۴۹ ثانیه  | ۱۳۶                |
| خورشیدگرفتگی ۱۷ فوریه ۲۰۶۴                    | حلقوی | ۸ دقیقه ۵۶ ثانیه  | ۱۴۱                |
| خورشیدگرفتگی ۱۱ مه ۲۰۷۸                       | کامل  | ۵ دقیقه ۴۰ ثانیه  | ۱۳۹                |
| خورشیدگرفتگی ۴ نوامبر ۲۰۷۸                    | حلقوی | ۸ دقیقه ۲۹ ثانیه  | ۱۴۴                |
| خورشیدگرفتگی ۲۲ مه ۲۰۹۶                       | کامل  | ۶ دقیقه ۰۷ ثانیه  | ۱۳۹                |
| خورشیدگرفتگی ۱۵ نوامبر ۲۰۹۶                   | حلقوی | ۸ دقیقه ۵۳ ثانیه  | ۱۴۴                |
| ۸ دسامبر ۲۱۱۳                                 | حلقوی | ۹ دقیقه ۳۵ ثانیه  | ساروس خورشیدی ۱۳۴  |
| ۳ ژوئن ۲۱۱۴                                   | کامل  | ۶ دقیقه ۳۲ ثانیه  | ساروس خورشیدی ۱۳۹  |
| خورشیدگرفتگی ۱۶ اکتبر ۲۱۲۶                    | کامل  | ۴ دقیقه ۰ ثانیه   | ساروس خورشیدی ۱۵۵  |
| ۱۹ دسامبر ۲۱۳۱                                | حلقوی | ۱۰ دقیقه ۱۴ ثانیه | ساروس ۱۳۴          |
| خورشیدگرفتگی ۱۳ ژوئن ۲۱۳۱                     | کامل  | ۶ دقیقه ۵۵ ثانیه  | ساروس ۱۳۹          |
| ۳۰ دسامبر ۲۱۴۹                                | حلقوی | ۱۰ دقیقه ۴۲ ثانیه | ساروس ۱۳۴          |
| ۲۵ ژوئن ۲۱۵۰                                  | کامل  | ۷ دقیقه ۱۴ ثانیه  | ساروس خورشیدی ۱۳۹۲ |
| ۱۰ ژانویه ۲۱۶۸                                | حلقوی | ۱۰ دقیقه ۵۵ ثانیه | ساروس ۱۳۴          |
| ۵ ژوئیه ۲۱۶۸۳                                 | کامل  | ۷ دقیقه ۲۶ ثانیه  | ساروس ۱۳۹          |
| ۲۰ ژانویه ۲۱۸۶                                | حلقوی | ۱۰ دقیقه ۵۳ ثانیه | ساروس ۱۳۴          |
| خورشیدگرفتگی ۱۶ ژوئیه ۲۱۸۶                    | کامل  | ۷ دقیقه ۲۹ ثانیه4 | ساروس ۱۳۹۵         |
| ۲۷ ژوئیه ۲۲۰۴                                 | کامل  | ۷ دقیقه ۲۲ ثانیه  | ساروس ۱۳۹          |
| ۸ اوت ۲۲۲۲                                    | کامل  | ۷ دقیقه ۰۶ ثانیه  | ساروس ۱۳۹          |
| ۱۸ اوت ۲۲۴۰                                   | کامل  | ۶ دقیقه ۴۰ ثانیه  | ساروس ۱۳۹          |
| ۷ مه ۲۲۵۵                                     | کامل  | ۶ دقیقه ۲۲ ثانیه  | ساروس ۱۴۲          |
| ۲۹ اوت ۲۲۵۸                                   | کامل  | ۶ دقیقه ۰۹ ثانیه  | ساروس ۱۳۹          |
| ۱۷ مه ۲۲۷۳                                    | کامل  | ۶ دقیقه ۳۱ ثانیه  | ساروس ۱۴۲          |
| ۲۸ مه ۲۲۹۱                                    | کامل  | ۶ دقیقه ۳۴ ثانیه  | ساروس ۱۴۲۷         |
| ۹ ژوئن ۲۳۰۹                                   | کامل  | ۶ دقیقه ۳۰ ثانیه  | ساروس ۱۴۲          |
| ۲۰ ژوئن ۲۳۲۷                                  | کامل  | ۶ دقیقه ۲۱ ثانیه  | ساروس ۱۴۲          |
| ۳۰ ژوئن ۲۳۴۵                                  | کامل  | ۶ دقیقه ۰۷ ثانیه  | ساروس ۱۴۲          |
| ۱۲ ژوئیه ۲۳۶۳                                 | کامل  | ۵ دقیقه ۵۱ ثانیه  | ساروس ۱۴۲          |
| ۲۲ ژوئیه ۲۳۸۱                                 | کامل  | ۵ دقیقه ۳۳ ثانیه  | ساروس ۱۴۲          |
| ۲ اوت ۲۳۹۹                                    | کامل  | ۵ دقیقه ۱۴ ثانیه  | ساروس ۱۴۲          |
| ۲۰ اوت ۲۴۱۴                                   | کامل  | ۵ دقیقه ۳۳ ثانیه  | ساروس ۱۴۵          |
| ۳۰ آوریل ۲۴۳۲                                 | کامل  | ۵ دقیقه ۵۶ ثانیه  | ساروس ۱۴۵          |
| ۱۲ مه ۲۴۵۰                                    | کامل  | ۶ دقیقه ۱۹ ثانیه  | ساروس ۱۴۵          |
| ۲۲ مه ۲۴۶۸                                    | کامل  | ۶ دقیقه ۴۱ ثانیه  | ساروس ۱۴۵          |
| ۲ ژوئن ۲۴۸۶                                   | کامل  | ۶ دقیقه ۵۹ ثانیه  | ساروس ۱۴۵          |
| ۲۸ دسامبر ۲۴۹۴                                | حلقوی | ۱۰ دقیقه ۲۲ ثانیه | ساروس ۱۴۵۶         |
| ۱۴ ژوئن ۲۵۰۴                                  | کامل  | ۷ دقیقه ۱۰ ثانیه  | ساروس ۱۴۵          |
| ۲۵ ژوئن ۲۵۲۲ در ساعت ۹:۰۴ زمان دینامیک (تی‌دی) | کامل  | ۷ دقیقه ۱۲ ثانیه۸ | ساروس ۱۴۵          |
| ۵ ژوئیه ۲۵۴۰                                  | کامل  | ۷ دقیقه ۰۴ ثانیه  | ساروس ۱۴۵          |
| ۱۷ ژوئیه ۲۵۵۸                                 | کامل  | ۶ دقیقه ۴۳ ثانیه  | ساروس ۱۴۵          |
| ۶ اوت ۲۵۶۷                                    | کامل  | ۶ دقیقه ۲۶ ثانیه  | ساروس ۱۶۴          |
| ۱۶ اوت ۲۵۸۵                                   | کامل  | ۶ دقیقه ۱۶ ثانیه  | ساروس ۱۶۴          |
| ۵ مه ۲۶۰۰10                                   | کامل  | ۲ دقیقه ۵۷ ثانیه  | ساروس ۱۶۷          |
| ۲۸ اوت ۲۶۰۳                                   | کامل  | ۶ دقیقه ۰۲ ثانیه  | ساروس ۱۶۴          |
| ۸ سپتامبر ۲۶۲۱                                | کامل  | ۵ دقیقه ۴۵ ثانیه  | ساروس ۱۶۴          |
| ۱۹ سپتامبر ۲۶۳۹                               | کامل  | ۵ دقیقه ۲۸ ثانیه  | ساروس ۱۶۴          |
| ۱۷ مه ۲۶۴۵                                    | کامل  | ۵ دقیقه ۱۷ ثانیه  | ساروس ۱۴۸          |
| ۲۹ سپتامبر ۲۶۵۷                               | کامل  | ۵ دقیقه ۱۱ ثانیه  | ساروس ۱۶۴          |
| ۲۹ مه ۲۶۶۳                                    | کامل  | ۵ دقیقه ۰۷ ثانیه  | ساروس ۱۴۸          |
| ۲۸ ژوئن ۲۶۷۱                                  | کامل  | ۵ دقیقه ۰۷ ثانیه  | ساروس ۱۵۷          |
| ۹ ژوئیه ۲۶۸۹                                  | کامل  | ۵ دقیقه ۳۱ ثانیه  | ساروس ۱۵۷          |
| ۲۱ ژوئیه ۲۷۰۷                                 | کامل  | ۵ دقیقه ۴۸ ثانیه  | ساروس ۱۵۷          |
| ۳۱ ژوئیه ۲۷۲۵                                 | کامل  | ۵ دقیقه ۵۷ ثانیه  | ساروس ۱۵۷۹         |
| ۱۲ اوت ۲۷۴۳                                   | کامل  | ۵ دقیقه ۵۶ ثانیه  | ساروس ۱۵۷          |
| ۳۱ ژوئیه ۲۷۴۴                                 | کامل  | ۵ دقیقه ۵۹ ثانیه  | ساروس ۱۶۷          |
| ۱۲ اوت ۲۷۶۲                                   | کامل  | ۶ دقیقه ۱۱ ثانیه  | ساروس ۱۶۷          |
| ۲۲ اوت ۲۷۸۰                                   | کامل  | ۶ دقیقه ۱۶ ثانیه  | ساروس ۱۶۷۱۱        |
| ۲ سپتامبر ۲۷۹۸                                | کامل  | ۶ دقیقه ۱۴ ثانیه  | ساروس ۱۶۷          |
| ۲۱ مه ۲۸۱۳                                    | کامل  | ۶ دقیقه ۱۱ ثانیه  | ساروس ۱۷۰          |
| ۱ ژوئن ۲۸۳۱                                   | کامل  | ۶ دقیقه ۳۹ ثانیه  | ساروس ۱۷۰          |
| ۱۲ ژوئن ۲۸۴۹                                  | کامل  | ۷ دقیقه ۰۰ ثانیه  | ساروس ۱۷۰          |
| ۲۳ ژوئن ۲۸۶۷                                  | کامل  | ۷ دقیقه ۱۰ ثانیه  | ساروس ۱۷۰          |
| ۳ ژوئیه ۲۸۸۵                                  | کامل  | ۷ دقیقه ۱۱ ثانیه  | ساروس ۱۷۰۱۲        |
| ۱۶ ژوئیه ۲۹۰۳                                 | کامل  | ۷ دقیقه ۰۴ ثانیه  | ساروس ۱۷۰          |
| ۲۶ ژوئیه ۲۹۲۱                                 | کامل  | ۶ دقیقه ۵۰ ثانیه  | ساروس ۱۷۰          |
| ۶ اوت ۲۹۳۹                                    | کامل  | ۶ دقیقه ۳۳ ثانیه  | ساروس ۱۷۰          |
| ۱۶ اوت ۲۹۵۷                                   | کامل  | ۶ دقیقه ۱۳ ثانیه  | ساروس ۱۷۰          |
| ۲۸ اوت ۲۹۷۵                                   | کامل  | ۵ دقیقه ۵۳ ثانیه  | ساروس ۱۷۰          |
| ۷ سپتامبر ۲۹۹۳                                | کامل  | ۵ دقیقه ۳۳ ثانیه  | ساروس ۱۷۰          |

۱خورشیدگرفتگی سال ۲۰۴۵ در ایالات متحده آمریکا قابل مشاهده خواهد بود و گسترهٔ پوشش آن از کالیفرنیا تا فلورا خواهد بود. برخی بخش‌های فلوریدا شاهد یک خورشیدگرفتگی کامل به‌مدت ۶ دقیقه خواهند بود.
۲مدت‌زمان خورشیدگرفتگی بیش از ۷ دقیقه خواهد بود که برای نخستین بار ظرف ۱۷۷ دقیقه خواهد بود که آخرین آن، در ۳۰ ژوئن ۱۹۷۳ روی داد و کنکورد به مدت ۷۳ دقیقه پوشش کامل آنرا دنبال کرد.
۳بزرگترین خورشیدگرفتگی هزارهٔ سوم با قدر ۱٫۰۸۰۷۴
۴بسیار نزدیک به بیشینهٔ تئوریک آن.
۵"Crowning" this series. این طولانی‌ترین خورشیدگرفتگی در یک بازهٔ زمانی ۱۰٬۰۰۰ ساله (از سال ۴۰۰۰ پیش از میلاد تا سال ۶۰۰۰ میلادی) خواهد بود. (پیش‌بینی توسط فرد اسپناک در ناسا/مرکز پروازهای فضایی گادرد انجام شده‌است).
۶"Crowning" this series.
۷این طولانی‌ترین خورشیدگرفتگی قرن ۲۵ میلادی خواهد بود.
۸"Crowning" at the top the series.
۹نخستین خورشیدگرفتگی قابل مشاهده در لندن از سال ۲۱۵۱ میلادی. پهنای مسیر این خورشیدگرفتگی در نقصهٔ بیشینه‌اش، بسیار زیاد خواهد بود.
۱۰"Crowning" this series.
۱۱"Crowning" this series.
۱۲"Crowning" this series.

## هزارهٔ چهارم تا هزارهٔ هشتم
| تاریخ           | رویداد |
| --------------- | --- |
| ۱۸ دسامبر ۳۰۸۹  | نخستین گذر زهره که برای نخستین بار از ۲۳ نوامبر ۱۳۹۶ میلادی، جفت نیست. |
| ۲۰ دسامبر ۳۳۳۲  | گذر زهره |
| ۳۴۱۲            | بازگشت پیش‌بینی‌شدهٔ دنباله‌دار مک‌نات-راسل. |
| ۳۷۱۱–۱۲         | تقارن سه‌گانه متعدد میان مشتری، زحل، اورانوس و نپتون. |
| ۱۳ ژوئیه ۳۹۷۳   | در ساعت ۱۸:۵۴:۴۹ یوتی‌سی یک خورشیدگرفتگی کامل طولانی‌مدت (۷ دقیقه ۱۲ ثانیه) رخ خواهد داد. |
| ۲۵ ژوئیه ۳۹۹۱   | در ساعت ۰۲:۲۹:۲۲ یوتی‌سی یک خورشیدگرفتگی کامل طولانی‌مدت (۷ دقیقه ۱۸ ثانیه) رخ خواهد داد. |
| ۴۰۰۰–۴۹۹۹       | بازگشت پیش‌بینی‌شدهٔ دنباله‌دار دوناتی |
| ۴ اوت ۴۰۰۹      | در ساعت ۱۰:۰۰:۵۶ یوتی‌سی یک خورشیدگرفتگی کامل طولانی‌مدت (۷ دقیقه ۱۲ ثانیه) رخ خواهد داد. |
| ۶ اوت ۴۲۸۵      | زهره موجب اختفای قلب‌الاسد خواهد شد. |
| ۲۲ نوامبر ۴۲۹۶  | زهره موجب اختفای قلب‌العقرب خواهد شد. |
| ۴۳۸۵            | دنباله‌دار هیل-باپ به منظومه شمسی درونی بازخواهد گشت. آخرین باری که این دنباله‌دار در زمین مشاهده شد، ۱۹۹۶–۱۹۹۷ بود. |
| ۱۰ نوامبر ۴۵۵۷  | زهره موجب اختفای قلب‌الاسد خواهد شد. |
| ۱۴ اوت ۴۷۴۷     | زهره موجب اختفای قلب‌الاسد خواهد شد. |
| حوالی ۴۸۷۶      | طبق محاسبان کنونی، دنباله‌دار بزرگ ۱۸۱۱ به منظومه شمسی درونی بازخواهد گشت. |
| ۲۹ ژوئن ۴۹۰۳    | در ساعت ۸:۵۵:۰۱ یوتی‌سی یک خورشیدگرفتگی کامل طولانی‌مدت (۷ دقیقه ۰ ثانیه) رخ خواهد داد. |
| ۸ اوت ۴۹۲۱      | در ساعت ۱۶:۲۸:۳۹ یوتی‌سی یک خورشیدگرفتگی کامل طولانی‌مدت (۷ دقیقه ۳ ثانیه) رخ خواهد داد. |
| ۱۱ سپتامبر ۵۰۰۱ | عطارد موجب اختفای قلب‌الاسد خواهد شد. |
| حوالی ۵۲۰۰      | به‌دلیل پیش‌روی محوری، یوتا قیفاووس به‌جای راعی ستاره قطبی شمالی خواهد شد (ستارهٔ قطبی شمالی بعدی قابل مشاهده با ستاره قطبی بعدی، دِنب در حوالی سال ۹۸۰۰ میلادی خواهد بود).                                                |
| ۲۷ اوت ۵۳۶۶     | زهره موجب اختفای دبران خواهد شد که نخستین اختفای دبران توسط این سیاره از تاریخ ۱۵ ژوئیه سال ۱۸٬۹۸۰ پیش از میلاد است.                                                                                                  |
| ۳۰ اوت ۵۸۹۸     | زهره موجب اختفای قلب‌الاسد خواهد شد. |
| ۱۶ اوت ۵۹۶۳     | طولانی‌ترین خورشیدگرفتگی دوگانه بین سال‌های ۴۰۰۰ پیش از میلاد تا ۶۰۰۰ میلادی که ۱ دقیقه و ۵۲ ثانیه طول می‌کشد و جزئی از ساروس خورشیدی ۲۶۷ است.                                                                           |
| ۲۵ سپتامبر ۵۹۷۴ | عطارد موجب اختفای قلب‌الاسد خواهد شد. |
| ۷ نوامبر ۶۲۱۲   | عطارد موجب اختفای قلب‌الاسد خواهد شد. |
| ۹ سپتامبر ۶۵۸۷  | زهره موجب اختفای قلب‌الاسد خواهد شد. |
| ۲۵ اوت ۶۷۲۷     | مریخ برای نخستین بار از ۲۸ ژوئن ۱۷٬۶۱۹ پیش از میلاد، موجب اختفای قلب‌الاسد خواهد شد. با گذشت ۲۴٬۳۰۰ سال، این رویداد نجومی، ۳ مرتبه دیگر ظرف ۶۷۷ سال آینده تکرار خواهد شد.                                              |
| ۵ ژوئیه ۶۷۵۷    | پیش‌بینی می‌گرد که به‌طور همزمان خورشیدگرفتگی و گذر عطارد روی دهد که نخستین گرفت و گذر همزمان سیاره‌ای در تاریخ مکتوب است.                                                                                                |
| ۱۷ فوریه ۷۵۴۱   | سیارهٔ مشتری موجب اختفای زحل می‌گردد (برای نخستین بار از دوران پیشاتاریخ) که نخستین نمونه از رخداد دوگانه در یک سال واحد است و آخرین بار که چنین رویداد نجومی، دو مرتبه در یک سال رخ داد، در حدود یک میلیون سال پیش بود |
| ۱۸ ژوئن ۷۵۴۱    | سیارهٔ مشتری موجب اختفای زحل می‌گردد (برای نخستین بار از دوران پیشاتاریخ) که نخستین نمونه از رخداد دوگانه در یک سال واحد است و آخرین بار که چنین رویداد نجومی، دو مرتبه در یک سال رخ داد، در حدود یک میلیون سال پیش بود |
| حوالی ۷۸۰۰      | ریزسیاره سدنا ۹۰۳۷۷ از اوج خورشیدی خود در دهه‌های حوالی سال ۷۸۰۰ میلادی عبور خواهد کرد. |

## هزاره نهم و دهم
تمامی تاریخ‌ها بر اساس یک مقیاس زمانی همسان همچون «زمان زمینی» است. وقتی این تاریخ‌ها را به تاریخ خورشیدی معمولی یا به ساعت هماهنگ جهانی تبدیل کنیم (که تعمداً همسان نیستند)، زمان‌های ذکرشده در جدول حدود یک سال عقب می‌افتد. این تاریخ‌ها رابطهٔ سالگردی با زمان‌های تاریخی ندارند و نباید به آنها ربط داده شود.
| تاریخ           | رویداد |
| --------------- | --- |
| ۵ اکتبر ۸۰۰۷    | زهره موجب اختفای دبران خواهد شد. |
| ۳۰ دسامبر ۸۰۱۸  | زهره موجب اختفای قلب‌الاسد خواهد شد. |
| ۲۰ ژوئیه ۸۰۵۹   | وقوع همزمان خورشیدگرفتگی حلقوی و گذر عطارد.                                                                                                   |
| ۶ سپتامبر ۸۱۳۶  | عطارد موجب اختفای دبران خواهد شد. |
| ۲۶ اکتبر ۸۱۸۳   | عطارد موجب اختفای قلب‌الاسد خواهد شد. |
| ۳ اکتبر ۸۱۹۲    | زهره موجب اختفای قلب‌الاسد خواهد شد. |
| ۷ دسامبر ۸۳۶۲   | عطارد موجب اختفای قلب‌الاسد خواهد شد. |
| ۱۸ اکتبر ۸۴۴۴   | مریخ موجب اختفای قلب‌الاسد خواهد شد. |
| ۳۰ اکتبر ۸۴۹۲   | عطارد موجب اختفای قلب‌الاسد خواهد شد. |
| ۲۷ فوریه ۸۶۷۴   | مشتری موجب اختفای زحل خواهد شد. |
| ۲۷ اکتبر ۸۷۷۵   | مریخ موجب اختفای قلب‌الاسد خواهد شد. |
| ۸۷۸۶            | دنباله‌دار نئووایز (سی/۲۰۲۰ اف۳) به منظومهٔ شمسی درونی باز خواهد گشت. آخرین باری که این دنباله‌دار در آسمان زمین دیده شد، ژوئیه ۲۰۲۰ میلادی بود. |
| ۱۴ اکتبر ۸۸۸۱   | زهره موجب اختفای قلب‌الاسد خواهد شد. |
| ۲۳ سپتامبر ۸۹۷۱ | عطارد موجب اختفای دبران خواهد شد. |
| ۵ نوامبر ۹۱۰۶   | زهره موجب اختفای قلب‌الاسد خواهد شد. |
| ۲۱ نوامبر ۹۱۶۸  | «زمان خورشیدی میانگین» و «زمان اتمی»، ۲ روز از هم فاصله خواهند داشت.                                                                          |
| ۴ اوت ۹۳۶۱      | وقوع همزمان خورشیدگرفتگی حلقوی و گذر عطارد.                                                                                                   |
| ۴ فوریه ۹۶۲۲    | وقوع همزمان خورشیدگرفتگی حلقوی و گذر عطارد.                                                                                                   |
| ۱۶ نوامبر ۹۶۸۲  | عطارد موجب اختفای قلب‌الاسد خواهد شد. |
| حوالی ۹۸۰۰      | مسیر ۲۶٬۰۰۰ سالهٔ پیش‌روی محوری کره زمین دوباره به جایی می‌سرد که دِنب ستاره قطبی شمالی می‌شود.                                                    |
| ۲۱ نوامبر ۹۸۴۷  | مریخ موجب اختفای قلب‌الاسد خواهد شد. |
| ۱۱ اوت ۹۹۶۶     | وقوع همزمان خورشیدگرفتگی حلقوی و گذر عطارد.                                                                                                   |

## پس از سالِ ۱۰٬۰۰۰ میلادی
رویدادهای نجومی بسیار نادر پس از آغاز هزارهٔ یازدهم میلادی (سال ۱۰٬۰۰۱)
| تاریخ/سال، از زمان کنونی    | رویداد |
| --------------------------- | --- |
| ۲۰ اوت ۱۰٬۶۶۳ میلادی        | وقوع همزمان یک خورشیدگرفتگی کامل و گذر عطارد. |
| ۱۰٬۷۲۰ میلادی               | قطع مداری همزمان عطارد و زهره در دایرةالبروج. |
| ۲۵ اوت ۱۱٬۲۶۸ میلادی        | وقوع همزمان یک خورشیدگرفتگی کامل و گذر عطارد. |
| ۲۸ فوریه ۱۱٬۵۷۵ میلادی      | وقوع همزمان یک خورشیدگرفتگی حلقوی و گذر عطارد. |
| ۱۷ سپتامبر ۱۳٬۴۲۵ میلادی    | گذر تقریباً همزمان عطارد و زهره. |
| ۱۳٬۷۲۷ میلادی               | کرکس نشسته ستارهٔ شمالی آسمان می‌شود. |
| ۵ آوریل ۱۵٬۲۳۲ میلادی       | وقوع همزمان یک خورشیدگرفتگی کامل و گذر زهره. |
| ۲۰ آوریل ۱۵٬۷۹۰ میلادی      | وقوع همزمان یک خورشیدگرفتگی کامل و گذر عطارد. |
| ۱۴٬۰۰۰ تا ۱۷٬۰۰۰ سال        | سهیل ستاره قطبی جنوبی می‌شود و زاویه‌اش با قطب سماوی جنوبی کمتر از ۱۰° است. |
| ۲۰٬۳۴۶ میلادی               | ثعبان ستاره قطبی شمالی خواهد شد. |
| ۲۷٬۸۰۰ میلادی               | جدی دوباره ستاره قطبی شمالی خواهد شد. |
| ۲۷٬۰۰۰ سال                  | خروج از مرکز مداری کرهٔ زمین به کمترین میزان خود، یعنی ۰٫۰۰۲۳۶ می‌رسد (در حال حاضر ۰٫۰۱۶۷۱ است).                                                                                               |
| اکتبر ۳۸٬۱۷۲ میلادی         | گذر اورانوس از مقابل نپتون، نادرترین گذر سیاره‌ای اخترشناسی. |
| ۶۷٬۱۷۳ میلادی               | قطع مداری همزمان عطارد و زهره در دایرةالبروج. |
| ۲۶ ژوئیه ۶۹٬۱۶۳ میلادی      | گذر همزمان عطارد و زهره. |
| ۷۰٬۰۰۰ سال                  | زمان تخمینی بازگشت دنباله‌دار هایاکوتاکه به منظومهٔ شمسی درونی پس از گذر از اوج خورشیدی خود در فاصلهٔ ۳۴۱۰ واحد نجومی از آن و بازگشت دوباره.                                                    |
| ۲۷ و ۲۸ مارس ۲۲۴٬۵۰۸ میلادی | به ترتیب، گذر زهره و گذر عطارد از برابر خورشید. |
| ۵۷۱٬۷۴۱ میلادی              | گذر همزمان زهره و زمین، آنگونه که از مریخ قابل مشاهده است |
| ۶ میلیون سال                | زمان تخمینی برای بازگشت سی/۱۹۹۹ اف۱ (کاتالینا)، پس از گذر از اوج خورشیدی خود در فاصلهٔ ۶۶٬۶۰۰ واحد نجومی (۱٫۰۵ سال نوری) از آن و بازگشت دوباره‌اش، که یکی از طولانی‌ترین زمان‌های بازگشت دوبارهٔ. |
| در حدود ۶۰۰ میلیون سال      | وقوع آخرین خورشیدگرفتگی کامل. |

## پیش‌بینی‌های تقویمی
فرض بر آن است که این تقویم‌ها تا آن موقع همچنان مورد استفاده باشد و تغییری و تعدیلی در آنها ایجاد نشده باشد.
(برخی از موارد زیر، رویدادهای نجومی نیستند)
|                            | سال، از زمان کنونی | تاریخ میلادی          | رویداد |
| -------------------------- | ------------------ | --------------------- | --- |
| Astronomy and astrophysics | ۵۲ سال             | ۲۰۷۷                  | آغاز قرن شانزدهم در گاه‌شماری هجری قمری. |
| Mathematics                | ۷۵ سال             | ۱ مارس ۲۱۰۰           | نخستین سالِ غیر سال کبیسه قرن از ۱۹۰۰ به بعد. |
| Mathematics                | ۷۵ سال             | ۱۴ مارس ۲۱۰۰          | در روز ۱۴ مارس، (که مطابق با ۲۹ فوریه در گاه‌شماری ژولینی خواهد بود)، تفاوت زمانی میان گاه‌شماری ژولینی و گاه‌شماری میلادی به ۱۴ روز خواهد رسید. از آنجایی که ۱۴ قابل تقسیم بر ۷ است، این نخستین باری در تاریخ بشریت است که گاه‌شماری میلادی و گاه‌شماری ژولینی، در تمامی روزهای سال، دقیقاً در یک روز از هفته هستند. این هم‌زمانی، تا ۲۸ فوریه ۲۲۰۰ در گاه‌شماری میلادی برقرار خواهد بود. |
| Mathematics                | ۱۸۹ سال            | ۲۲۱۴                  | روش هشانا برای نخستین بار در تاریخ، مطابق با ۶ اکتبر خواهد بود. |
| Astronomy and astrophysics | ۲۱۴ سال            | ۲۹ سپتامبر ۲۲۳۹       | سال ۶۰۰۰ در گاه‌شماری عبری شروع خواهد شد. |
| Mathematics                | ۲۳۵ سال            | ۲۲۶۰                  | روش هشانا برای نخستین بار در تاریخ، مطابق با ۶ سپتامبر خواهد بود. |
| Mathematics                | ۲۶۰ سال            | ۲۲۸۵                  | در صورتی که تغییر و تعدیلی در تقویم مذهبی انجام نشود، عید پاک غربی برای نخستین بار از سال ۱۸۱۸ میلادی، به ۲۲ مارس خواهد افتاد، یعنی زودترین زمانی که عید پاک ممکن بود اتفاق بیوفتد. |
| Mathematics                | ۷۷۵ سال            | ۱ مارس ۲۸۰۰           | گاه‌شمار تعدیل‌شدهٔ ژولینی و گاه‌شمار میلادی، ۱ روز از هم فاصله خواهند داشت. |
| Mathematics                | در حدود ۲۷۴۷ سال   | ۱۳ اکتبر ۴۷۷۲         | گاه‌شمار «شمارش طولانی» آمریکای میانه (یکی از انواع گاه‌شماری مایا در دوران دوران پیشاکلمبی) با فرض میزان گردش ۲۰ باکتون، نیازمند یک رقم ششم خواهد بود. |
| Mathematics                | درحدود ۳۹۸۴ سال    | ۶۰۰۹                  | نخستین سال شماره‌گذاری‌شدهٔ استروبوگراماتیک از ۱۹۶۱ میلادی به بعد. |
| Astronomy and astrophysics | ۱۰٬۰۰۰             | —                     | تقویم میلادی در حدود ۱۰ روز نسبت به موقعیت کنونی خورشید در آسمان، جابجا خواهد شد. |
| Astronomy and astrophysics | ۱۰٬۸۶۷             | ۱۰ ژوئن ۱۲٬۸۹۲ میلادی | در تقویم عبری به‌دلیل انحراف تدریجی آن با در نظر گرفتن یک سال خورشیدی، عید پسح به انقلاب تابستانی در نیمکره شمالی خواهد افتاد (حال آنکه این عید می‌بایست در اوایل فروردین ماه باشد). |
| Astronomy and astrophysics | ۱۸٬۸۴۹             | ۲۰٬۸۷۴ میلادی         | تقویم اسلامیِ قمری و نیز تقویم میلادی که مبتنی بر گاه‌شماری خورشیدی است، دقیقاً یک سالِ عددیِ مشابه خواهند داشت. پس از این زمان، عددِ سال‌ها در تقویم اسلامی (که کوتاه‌تر است) از عددِ سال‌ها در تقویم میلادی پیشی می‌گیرد. |
| Astronomy and astrophysics | ۲۵٬۰۰۰             | —                     | تقویم اسلامی جدولی (مثلاً تقویم مصری) دچار تغییری ۱۰ روزه با گام‌های ماه می‌شود. |
| Astronomy and astrophysics | ۴۶٬۸۷۶             | ۱ مارس ۴۸٬۹۰۱ میلادی  | تقویم ژولینی (۳۶۵٫۲۵ روز) و تقویم میلادی (۳۶۵٫۲۴۲۵ روز)، فقط «یک سال»، از نظر عددی، با هم فاصله خواهند داشت. عددِ روز ژولینی (عددی که اخترشناسان از آن استفاده می‌کنند) در نیمه‌شب (آغاز روز) ساعت گرینویچ برابر با ۱۹ ۵۸۱ ۸۴۲٫۵ برای هر دو خواهد بود. |